# Лицар (гральна карта)

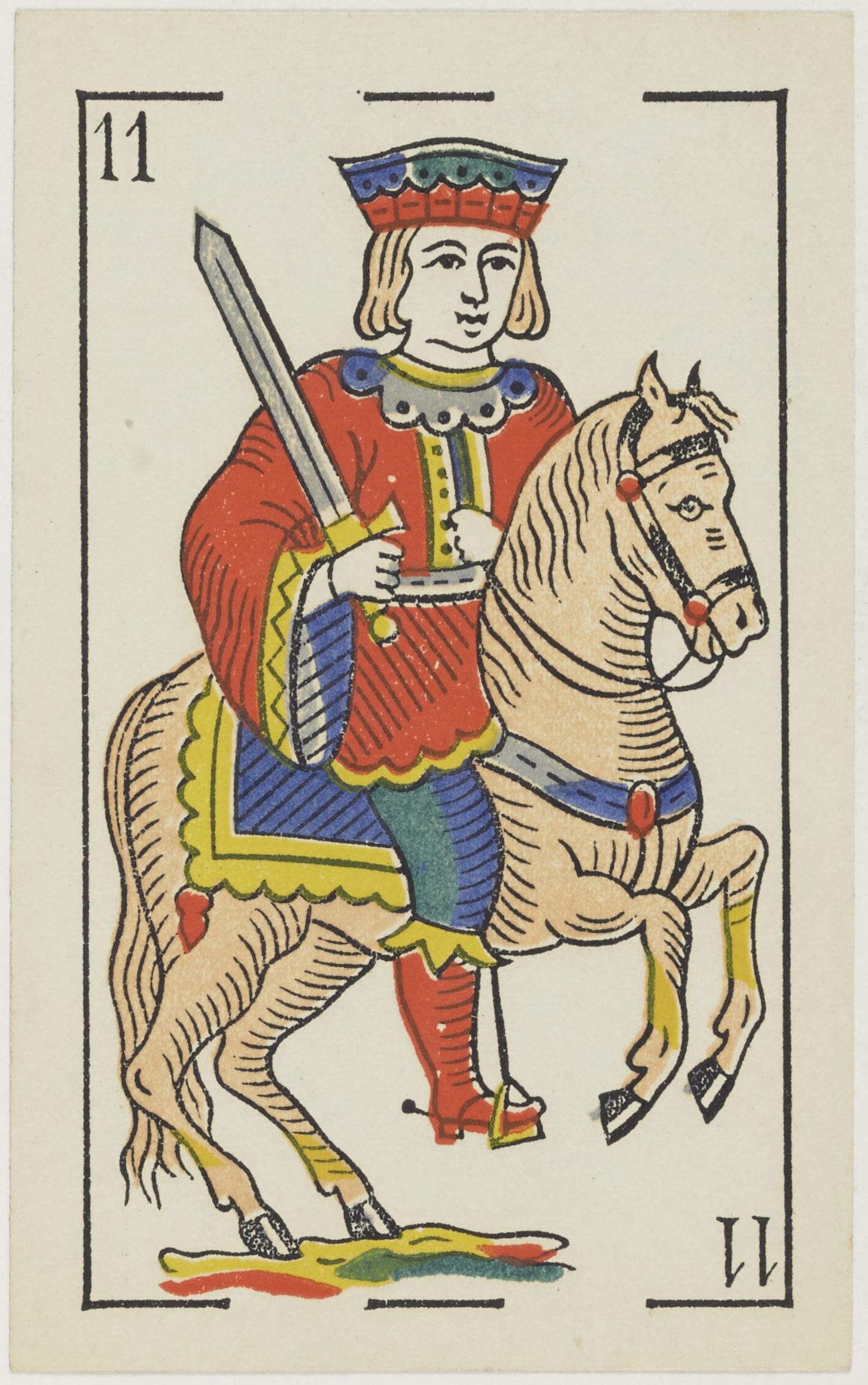
Лицар Мечів з колоди Алуетт

Лицар (також кавалер або кінь) — гральна карта із зображенням людини, яка скаче на коні. Це стандартна фігурна (придворна) карта в італійських та іспанських колодах, де її зазвичай називають «лицарем», «кавалером» або просто «конем». У своїй масті вона посідає місце між валетом та королем; отже, вона замінює даму, яка відсутня у цих колодах.
Історично карта «лицар» була присутня у французькій колоді (між валетом та дамою), але досить рано випала з неї, хоча збереглася у колодах таро. У гральних колодах для французького таро його зазвичай називають cavalier англійською мовою, chevalier французькою або Cavall або Reiter німецькою мовою.  Ця карта займає місце між валетом і дамою.
Лицарі не фігурують у німецьких та швейцарських гральних картах; їхнє місце займає карта старшого валета, звана «обер»/Вишник (а валет, відповідно, «унтер»/Нижник). Окрім того, кінь є атрибутом саме короля, а не вишника. Винятком є вюртемберзький тип німецької колоди, на якому вишники зображені верхи на конях, наявність якого і відрізняє їх від валета, як в іспано-італійських колодах). Це зображення виникло під впливом колоди таро типу Cego ХІХ століття.

## Історія
В оригінальній колоді мамлюцького Єгипту були три придворні карти, які називалися малик (король), наїб малик (віце-король або заступник короля) і тхані наїб (другий або заступник заступника короля). Останні два символи трансформувалися у лицаря та валета, коли гральні карти потрапили звідти до Південної Європі. Валет часто зображується як піхотинець або зброєносець лицаря.
У багатьох ранніх колод Таро в лицьові карти були додані жіночі ранги, включаючи колоду Кері-Йеля (також відома як Таро Вісконті-Сфорца), в якій в якості аналогів чоловічим картам були додані королеви, кінні дами і служниці. Пізніше кінні дами та служниці зникли або збереглися лише у вузькорегіональних версіях, таких як сицилійське таро, а лицарі були замінені королевами у французьких колодах, окрім колод Таро. В іспанській колоді типу Алуетт, що зустрічається в Бретані та Вандеї, лицарі мають андрогінну зовнішність.

## У Юнікоді
Лицарі включені в набір гральних карт в Юнікод: 
- U+1F0AC 🂬
- U+1F0BC 🂼
- U+1F0CC 🃌
- U+1F0DC 🃜